# Topanga
Topanga ist ein census-designated place (CDP) im Los Angeles County im US-Bundesstaat Kalifornien. Er liegt in den Santa Monica Mountains. Das U.S. Census Bureau hat bei der Volkszählung 2020 eine Einwohnerzahl von 8.560 ermittelt. Im Süden grenzt das Gebiet an den Pazifik, im Westen an Malibu und im Osten an Pacific Palisades. Topanga besteht im Wesentlichen aus dem Topanga Canyon am Topanga Creek, der in die Santa Monica Bay mündet und einer der wenigen ungestauten Flüsse in der Region ist.

## Geschichte
Den Namen Topanga erhielt das Gebiet durch das Indianervolk der Tongva, er bedeutet etwa Ein Ort darüber. Die ersten Siedler Topangas waren die Familien Trujillo und Cheney. Sie besiedelten Topanga erstmals 1839. In den 1960er-Jahren zogen viele Prominente nach Topanga, wie zum Beispiel Neil Young, der dort auch sein Album After the Gold Rush aufnehmen ließ. Am 27. Juli 1969 tötete Bobby Beausoleil, Anhänger der Manson Family, den in Topanga lebenden Musiklehrer Gary Hinman.
Das bebaute Gebiet beherbergt das im Jahre 1973 von Will Geer gegründete Theaterensemble Theatricum Botanicum.

## Demographie
Laut der Volkszählung 2010 verteilten sich die damaligen 8.289 Einwohner auf 3.442 Haushalte. Die Bevölkerungsdichte lag bei 167,2 Einw./km². 84,5 % der Bevölkerung bezeichneten sich als Weiße ohne hispanische Abstammung, 1,4 % als Afroamerikaner, 6,4 % als Hispanics oder Latinos und 4,3 % als Asiaten oder Zuwanderer von den Pazifischen Inseln.
Im Jahr 2010 lebten in 28,9 % aller Haushalte Jugendliche unter 18 Jahren. 63,2 % der Haushalte waren Familienhaushalte. Die durchschnittliche Größe eines Haushalts lag bei 2,41 Personen und die durchschnittliche Familiengröße bei 2,87 Personen. 44 % der Einwohner waren verheiratet.
20,3 % der Einwohner waren unter 18 Jahre, 4 % waren 18 bis 24 Jahre alt, 23,1 % waren 25 bis 44 Jahre alt, 38,5 % waren 45 bis 64 Jahre alt und 14,1 % waren mindestens 65 Jahre alt.
Das Pro-Kopf-Einkommen lag bei 62.434 US-Dollar und der Median des Einkommens je Haushalt bei 115.518 US-Dollar. 5,6 % der Einwohner lebten unter der Armutsgrenze.

## Persönlichkeiten
- Miguel Atwood-Ferguson (* ≈1975), Musiker und Arrangeur
- Billy Gray (* 1938), Schauspieler, lebt in Topanga
- Bob Hite (1943–1981, geb. in Torrance, Kalifornien), Frontmann der Band Canned Heat, lebte in Topanga
- Tony Dow (1945–2022), Schauspieler, Filmproduzent, Fernsehregisseur, Drehbuchautor sowie Bildhauer, lebte und starb in Topanga
- Uschi Obermaier (* 1946 in München), ehemaliges Fotomodell, lebte in Topanga[6]
- Colin Hay (* 1953 in Kilwinning, Schottland), Sänger, lebt in Topanga
- Jeffrey Stork (* 1960 in Longview, Washington), Volleyballspieler und Olympiasieger, lebt in Topanga
- Taylor Hawkins (* 1972 in Fort Worth; † 2022 in Bogotá), Schlagzeuger, lebte in Topanga
- Amy Smart (* 1976 in Topanga Canyon), Filmschauspielerin
- Beau Garrett (* 1982 in Beverly Hills), Schauspielerin und Model, wuchs in Topanga auf
- Emile Hirsch (* 1985 in Topanga Canyon), Filmschauspieler
- Blu del Barrio (* 1997 in Topanga Canyon), Schauspielerin
- Henry Hill, (* 1943 in New York City; † 2012 in Los Angeles) – Mobster, verbrachte seine letzten Jahre im Topanga Canyon

## Trivia
Topanga soll dem Schriftsteller Robert Arthur als Vorbild für Rocky Beach gedient haben, den fiktiven Handlungsort der Jugendromanserie Die drei ???.
Der Roman América von T. C. Boyle spielt im Topanga Canyon.